# Haitateki!
| Оценки критиков | Оценки критиков |
| Источник        | Оценка          |
| --------------- | --------------- |
| CDJournal       | Положительн.    |

«Haitateki!» (яп. ハイタテキ!, «Как зубная боль!») — седьмой мэйджор-сингл японской идол-группы Shiritsu Ebisu Chugaku. Вышел в Японии 5 ноября 2014 года на лейбле Defstar Records.

## Композиция
Песня «Haitateki!» поётся от имени девочки-школьницы, которая впервые влюбилась и не знает, что делать, не находит себе места. В частности, чувство любви в песне описывается как то сладкое, то болезненное, похожее на зубную боль. Что и вынесено в заголовок. А путь решения проблемы в виде попытки подойти к мальчику или даже признаться (а ведь мальчик может отвергнуть) сравнивается с визитом к зубному врачу. А визита к зубному врачу девочка боится ещё больше, вот и продолжает сходить с ума.
В песне использован фрагмент прелюдии к «Оде к Радости» из 9-й симфонии Людвига ван Бетховена.

## История
Песня «Хайтатэки» — открывающая тема японского телесериала Kokaku Fudo Senki Robosan, в котором играли участницы группы Shiritsu Ebisu Chugaku.
Сингл был издан на CD в трёх версиях: лимитированных «Э» и «Би» и обычной «Тю». Одна из версий, лимитированная «Э», дополнительно включает второй диск — DVD с видеоклипом к заглавной песне. Но при этом в ней меньше песен на CD, только две.
В дневном чарте компании «Орикон» сингл побывал на 1-м месте, а в недельном попал на 3-е.

## Состав
Shiritsu Ebisu Chugaku:
Рика Маяма, Аяка Ясумото, Айка Хирота, Мирэй Хосина, Рина Мацуно, Хината Касиваги, Кахо Кобаяси, Рико Накаяма

## Список композиций

### Лимитированное издание «Э» («А»)
| №  | Название                               | Длительность |
| -- | -------------------------------------- | ------------ |
| 1. | «Haitateki!» (ハイタテキ!)             |              |
| 2. | «Namida wa Niawanai» (涙は似合わない)  |              |
| 3. | «Haitateki! (Less Vocal ver.)»         |              |
| 4. | «Namida wa Niawanai (Less Vocal ver.)» |              |

| №  | Название                    | Длительность |
| -- | --------------------------- | ------------ |
| 1. | «„Haitateki!“ MUSIC VIDEO»  |              |
| 2. | «Бонусное видео» (特典映像) |              |

### Лимитированное издание «Би» («Б»)
| №  | Название                                        | Длительность |
| -- | ----------------------------------------------- | ------------ |
| 1. | «Haitateki!»                                    |              |
| 2. | «Namida wa Niawanai»                            |              |
| 3. | «I can't stop the loneliness»                   |              |
| 4. | «Haitateki! (Less Vocal ver.)»                  |              |
| 5. | «Namida wa Niawanai (Less Vocal ver.)»          |              |
| 6. | «I can't stop the loneliness (Less Vocal ver.)» |              |

### Издание «Тю» (обычное)
| №  | Название                               | Длительность |
| -- | -------------------------------------- | ------------ |
| 1. | «Haitateki!»                           |              |
| 2. | «Namida wa Niawanai»                   |              |
| 3. | «Chupacabra» (チュパカブラ)            |              |
| 4. | «Haitateki! (Less Vocal ver.)»         |              |
| 5. | «Namida wa Niawanai (Less Vocal ver.)» |              |
| 6. | «Chupacabra (Less Vocal ver.)»         |              |

## Чарты
| Чарт (2014)                 | Наив. поз. |
| --------------------------- | ---------- |
| Oricon Daily Singles Chart  | 1          |
| Oricon Weekly Singles Chart | 3          |